# Decén
A decén az alkének közé tartozó szénhidrogén, képlete C10H20. Egy kettős kötést és tíz szénatomot tartalmazó nyílt láncú vegyület. Számos izomerje létezik, ezek egymástól a kettős kötés helyzetében és geometriájában különböznek. A dec-1-én az egyetlen iparilag jelentős izomer. Alfa-olefinként monomerként szolgál kopolimerek előállításához, valamint köztitermék epoxidok, aminok, oxoalkoholok, szintetikus kenőanyagok, szintetikus zsírsavak és alkilezett aromás vegyületek gyártása során
Iparilag etilén Ziegler–Natta-katalizátor mellett végrehajtott oligomerizációjával, vagy petrolkémiai viaszok krakkolásával állítják elő.

## Fordítás
Ez a szócikk részben vagy egészben  a   Decene című angol Wikipédia-szócikk ezen változatának fordításán alapul.  Az eredeti cikk szerkesztőit annak laptörténete sorolja fel. Ez a jelzés csupán a megfogalmazás eredetét és a szerzői jogokat jelzi, nem szolgál a cikkben szereplő információk forrásmegjelöléseként.